# Ipojuca
Ipojuca es un municipio brasileño del estado de Pernambuco. Es uno de los integrantes de la Región Metropolitana del Recife, a 43 kilómetros al sur de la capital pernambucana . Ocupa una área territorial de cerca de 514,8 km² y tiene una población estimada al 2025 de 109.999 habitantes, según el IBGE.
El municipio tiene una temperatura media anual de 24,5 °C, siendo su vegetación nativa compuesta por mata atlántica, poseyendo vastos manguezais. Aproximadamente 74,06 % de la población ipojucana vive en el perímetro urbano, disponiendo de 29 establecimientos de salud, según datos del IBGE del año de 2009. En 2010, el Índice de desarrollo humano (IDH-M) municipal fue de 0,619, considerado medio y abajo de la media provincial, ocupando el puesto 43° en el comparativo entre los municipios pernambucanos.

## Historia
Alrededor del año 1000, los indios Tapuya que habitaban la región fueron expulsos para el interior del continente debido a la llegada de pueblos tupís procedentes de la Amazônia. En el siglo XVI, cuando llegaron los primeros europeos a la región, la misma era habitada por un pueblo descendiente de los tupís: los caetés.
La colonización europea de Ipojuca comenzó en 1560, después de la esclavización de los indios caetés. A partir de ahí, los colonos de origen europeo pudieron ocupar las tierras fértiles y ricas,  las tierras eran bastante propicias para el cultivo de la caña de azúcar.
Cuando los holandeses invadieron Pernambuco, el siglo XVII, ya había diversos engenhos establecidos en la región, quienes participaron en la resistencia contra los holandeses, bajo el liderazgo del capitán-mor Amador de Araújo, en una lucha iniciada en 17 de julio de 1645. La derrota holandesa se dio en 23 de julio de 1645.
Desala forma, Ipojuca se consolidó cómo una de las más importantes regiones del sistema colonial. Con un puerto, Suape, Ipojuca formaba parte del comercio colonial triangular.
El distrito de Ipojuca fue creado por la ley municipal 2, de 12 de noviembre de 1895.
Hay incontables controversias sobre la fecha de fundación de Ipojuca, pero algunas fuentes indican que fue en el 1596.

## Turismo

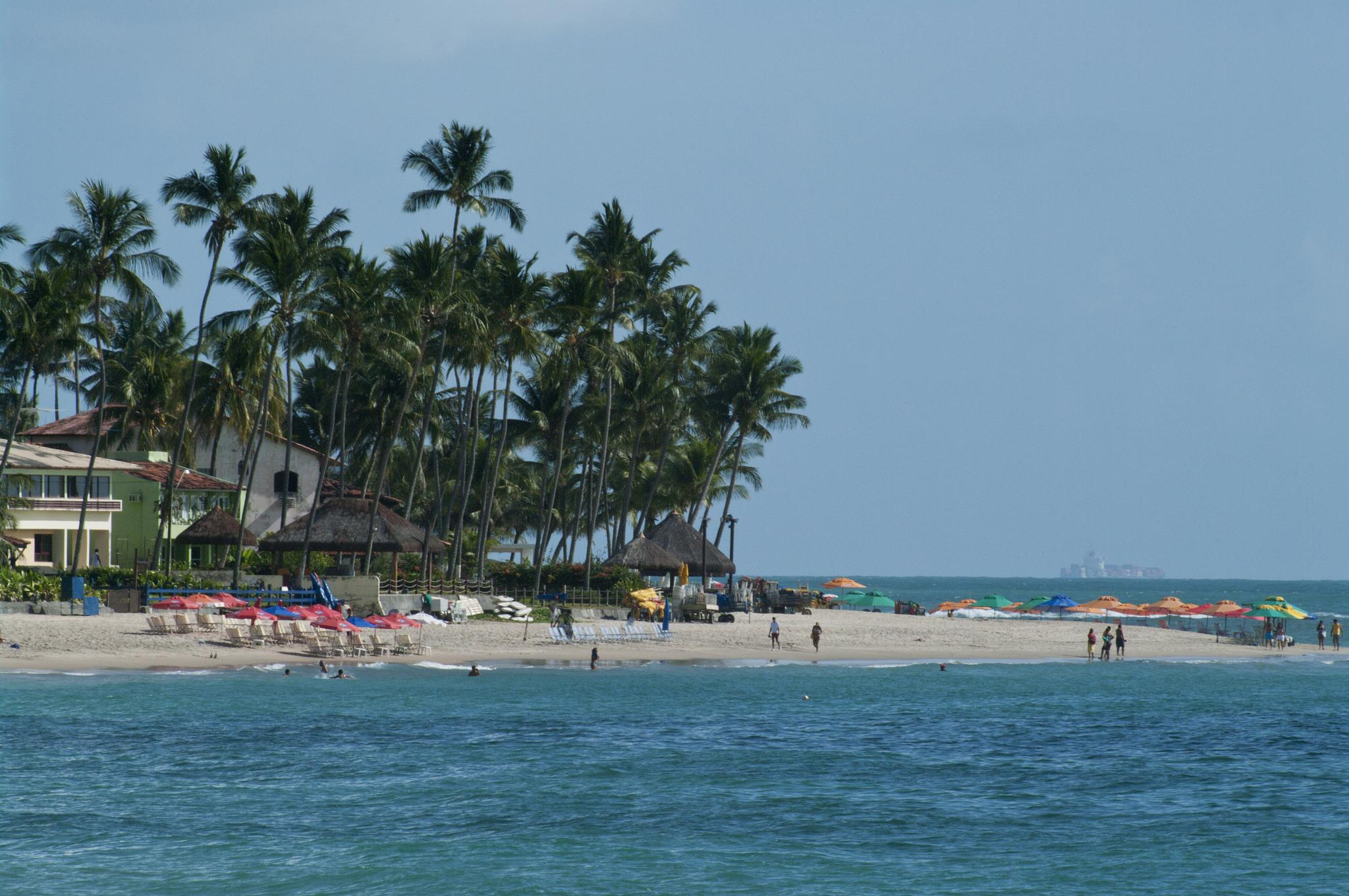
Porto de Galinhas fue considerada, por 10 veces consecutivas, la mejor playa de Brasil — según la Revista Viaje y Turismo, de la Editora Abril.

La principal característica turística del municipio es la playa mundialmente famosa de Porto de Galinhas. Su principal atracción son las piscinas naturales visitadas por miles de turistas anualmente. Entre los muchos puntos históricos, se encuentra el Convento de Santo Antônio, fundado en 1606 y considerado patrimonio histórico nacional en 1937.

## Deportes
La ciudad tenía un club en el Campeonato Pernambucano de Fútbol, el Intercontinental Futebol Clube do Recife, que a pesar de tener "Recife" en el nombre, jugaba en el Estadio Nuestra Senhora del Ó, que queda en Ipojuca. Otro club de la ciudad es el Ipojuca Atlético Clube.